# 中野水再生センター
座標: 北緯35度42分55秒 東経139度39分44秒 / 北緯35.715293317051255度 東経139.6622324964182度
中野水再生センター（なかのみずさいせいセンター）は、東京都中野区にある、東京都下水道局の下水処理施設である。

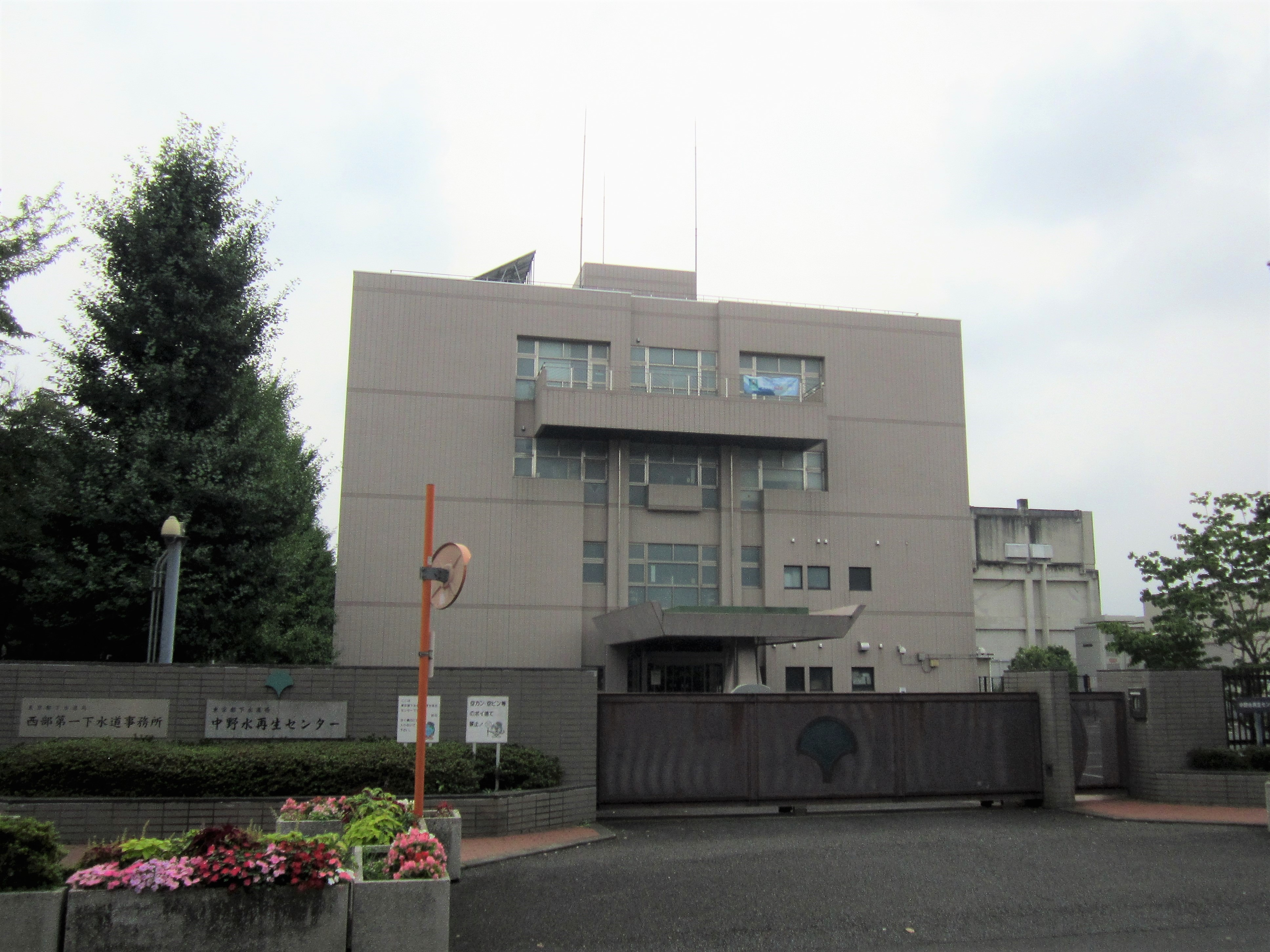
中野水再生センター

## 概要
落合処理区のうち中野区、杉並区の一部の汚水を処理している。処理水は妙正寺川に放流している。約 3 km 離れた落合水再生センターの処理能力の補完と位置づけられ、下水管内に敷設された光ファイバー回線により、同センターから運転管理される。敷地面積は63,000平方メートル。もとは中野刑務所があった。

## 沿革
- 1995年（平成7年）7月 - 運転開始。

## 所在地
- 東京都中野区新井3-37-4

## 周辺
- 沼袋駅